# متلازمة كوجان
متلازمة كوجان (بالإنجليزية: Cogan Syndrome)‏ هي أحد الاضطرابات نادرة الحدوث والتي تتسم بالالتهاب المتكرر لمقدمة العين (القرنية) ويرافقها في الغالب ارتفاع درجة الحرارة والشعور بالإعياء ونقص الوزن. كما يصاب المريض أحيانًا بحالات من الدوخة ونقص السمع. وإذا لم يعالج المرض، فإنه قد يؤدي إلى الإصابة بالصمم أو العمى. وقد وصف (د. ج. كوجان) المرض لأول مرة في عام 1945.

## تاريخ المرض
في عام 1945، وصف طبيب العيون ديفيد جليندينينج كوجان (1908 – 1993) لأول مرة «أعراضًا تتضمن التهاب القرنية بين الأنسجة غير المرتبطة بالإصابة بالزهري، وبعض الأعراض المرتبطة بالجهاز الاتزاني السمعي»، وقد قُدّر لاحقًا أن تحمل هذه الأعراض اسم مكتشفها (كوجان). وفي عام 1963، وُصف لأول مرة أحد الأنواع غير النموذجية من مرض كوجان، ويعرف هو الآخر باسم مرض لوجان "Logan Syndrome".

## التشخيص
رغم أن اختبارات قياس معدل سرعة الترسيب (ESR) وعدد كريات الدم الحمراء (WBC) واختبار البروتين سي التفاعلي (CRP) عند المصابين بالمرض قد تُظهر نتائج غير طبيعية، كما قد يأتي المرض مصحوبًا بالإصابة بالأنيميا أو زيادة في تعداد الصفائح الدموية thrombocytosis، إلا أن أيًا من هذه النتائج لا ينهض كمؤشر موثوق للإصابة بالمرض. وهنا يُعتبر فحص العين بالمصباح الشِّقّي slit-lamp ضروريا للتأكد من وجود الإصابة. وكانت الأبحاث الأخيرة قد دلّت على إمكانية الاستفادة بالتصوير بالرنين النووي المغناطيسي (MRI) عالي الدقة والأجسام المضادة antibodies لأنتيجينات الأذن الداخلية في تشخيص المرض. وقد يظهر المرض عند الأطفال، وفي هذه الحالة يصعب التعرف على المرض وتشخيصه.

## أسباب الإصابة
يُعتقد في الوقت الراهن أن مرض متلازمة كوجان ينتمي لفئة أمراض المناعة الذاتية؛ حيث يرجع حدوث الالتهاب في العين والأذن إلى قيام الجهاز المناعي للجسم بإنتاج أجسام مضادة تهاجم أنسجة الأذن الداخلية والعين. وقد أمكن رؤية الأجسام المضادة الذاتية في دماء بعض المرضى، كما أن الدراسات المعملية قد أظهرت أن هذه الأجسام المضادة تهاجم نسيج الأذن الداخلية. وقد ظهرت الإصابة ببكتيريا Chlamydia pneumonia عند بعض المرضى بشكل سبق إصابتهم بمرض متلازمة كوجان، وهو ما دعا ببعض الباحثين لافتراض مؤداه أن العدوى هي سبب ظهور هذا المرض خاصة وأنه من أمراض المناعة الذاتية. وبكتيريا Chlamydia pneumonia هي أحد الأسباب الشائعة للإصابة بالالتهاب الرئوي الخفيف، والغالبية العظمى من المرضى الذين أصيبوا بهذه البكتيريا لم يظهر عليهم أعراض المرض.

## الأعراض
مرض كوجان من الأمراض الروماتيزمية النادرة التي يميزها التهاب العينين والأذنين. وقد يؤدي المرض إلى تدهور في القدرة البصرية للمريض ونقص قدرته على السمع والشعور بالدوخة. كما قد يرافق المرض كذلك التهاب الأوعية الدموية (ويطلق عليه الالتهاب الوعائي vasculitis) في أنحاء أخرى من الجسم على نحو قد يتسبب بتضرر الأعضاء بشكل كبير لدى 15% من المصابين به، وقد يؤدي للوفاة في عدد قليل من الحالات. وهو يظهر بشكل أكثر شيوعًا لدى الأشخاص في سن العشرينات أو الثلاثينات. والسبب غير معروف. ورغم ذلك، فقد وُضعت نظرية لسبب المرض تفترض أنه أحد اضطرابات المناعة الذاتية التي يقوم فيها الجسم بطريق الخطأ بمهاجمة الأنسجة الموجودة في العين والأذن.

## العلاج
قد يستلزم الأمر في الحالات الأكثر شدة من المرض إعطاء المريض الكورتيزون عن طريق الفم من أجل التخفيف من حدّة الالتهاب. وعندما يتطلب الأمر اللجوء لجرعات كبيرة من الإستيرويدات أو كان المرض شديد الخطورة ولا يستجيب للعلاج بالإستيرويدات، عندها يُنصح غالبًا باستخدام أدوية أخرى مثبطة للجهاز المناعي. وهذه الأدوية المثبّطة للمناعة تشمل الميثوتريكسات (Rheumatrex) أو السيكلوفوسفاميد (مثل أدوية Cytoxan و Neosar) أو السايكلوسبورين (مثل Neoral و Sandimmune) أو أزاثيوبرين (Imuran). وفي بعض الحالات، قد يصف الطبيب بعض هذه الأدوية مجتمعة. وفي الأحيان التي يسبب فيها المرض إتلافًا للأوعية الدموية، قد يتطلب الأمر إجراء عملية زراعة لقوقعة صناعية في أذن المريض لتصحيح المشكلة، وهي العملية التي أظهرت الدراسات قدرتها على تحقيق تحسن كبير في القدرة على السمع لدى بعض المرضى.